# Station Saône
Station Saône is een spoorwegstation in de Franse gemeente Saône.